# Cumières-le-Mort-Homme
Cumières-le-Mort-Homme é uma comuna francesa na região administrativa de Grande Leste, no departamento de Meuse. Estende-se por uma área de 6,11 km². Em 2010 a comuna tinha 0 habitantes (densidade: 0 hab./km²).
Desde o fim da Batalha de Verdun em 1916, ela esteve vazia (população oficial: 0) junto com Bezonvaux, Beaumont-en-Verdunois, Haumont-près-Samogneux, Louvemont-Côte-du-Poivre, e Fleury-devant-Douaumont. E desde 1922, ela se chama somente por Cumières.

## História
Esta comuna está deshabitada. Ela é uma das nove que foram totalmente destruídas na Primeira Guerra Mundial e que não foram reconstruídas novamente. Foi declarada village mort pour la France (vila que morreu pela França).

## Demografía[2]
| 1793 | 1800 | 1806 | 1821 | 1831 | 1836 | 1841 | 1846 | 1851 |
| ---- | ---- | ---- | ---- | ---- | ---- | ---- | ---- | ---- |
| 215  | 257  | 265  | 302  | 302  | 306  | 309  | 302  | 315  |

| 1856 | 1861 | 1866 | 1872 | 1876 | 1881 | 1886 | 1891 | 1896 |
| ---- | ---- | ---- | ---- | ---- | ---- | ---- | ---- | ---- |
| 303  | 279  | 263  | 237  | 246  | 251  | 238  | 239  | 240  |

| 1901 | 1906 | 1911 | 1921 | 1926 | 1931 | 1936 | 1946 | 1954 |
| ---- | ---- | ---- | ---- | ---- | ---- | ---- | ---- | ---- |
| 239  | 206  | 205  | 3    | 4    | 4    | 6    | 4    | 2    |

| 1962 | 1968 | 1975 | 1982 | 1990 | 1999 | 2006 | 2007 | - |
| --- | ---- | ---- | ---- | ---- | ---- | ---- | ---- | - |
| 3 | 7    | 4    | 3    | 1    | 0    | 0    | 0    | - |
| Para os censos de 1962 a 2006 a população legal corresponde à popolução sem duplicidades, segundo define o INSEE. |      |      |      |      |      |      |      |   |